# 소츠
주식회사 소츠(일본어: 株式会社創通 가부시키가이샤 소쓰[*], 영어: SOTSU CO., LTD.)는 일본의 광고 대행사다. 반다이 남코 홀딩스의 100% 자회사다.

## 역사
1965년 10월 1일에 토요 에이전시(東洋エージェンシー, 동양 에이전시)로서 요미우리 자이언츠의 지정 광고 대리점이었던 코호도(巨報堂, 거보당) 출신의 하마나카 신이치로와 나스 유지가 창업했다. 1977년에 상호를 소츠 에이전시(創通エージェンシー, 창통 에이전시)로 변경, 2003년에 JASDAQ 상장했다. 2007년 4월 1일에 '에이전시'라고 하는 '광고 대리점' 전업 이미지를 가지는 말을 삭제해, 소츠로 상호 변경(광고 대리점에서 컨텐츠 프로듀스 기업으로 방향 전환해 나간다고 하는 의사 표시의 의미가 있다고 여겨진다). 덧붙여 사업 수입의 세 기둥은, 애니메이션 관련 광고 대리 수입, 건담 저작권 창구 관리 수입, 자이언츠 관련 광고 수입이다.
토요 에이전시 시대 당시부터 자이언츠의 마스코트 캐릭터의 상표권을 소지하기에 이르러 저작권 사업에 나선다.
특촬계에서는 환상의 작품으로 여겨지는 '썬더 마스크'를 제작해 TV 프로그램에도 사업 범위를 넓힌다. 《무적 초인 잠봇 3》에서 나고야 TV, 선라이즈(당시는 일본 선라이즈), 소츠 에이전시의 조직에 의한 애니메이션 프로듀스가 시작되어, 1979년(쇼와 54년)의 《기동전사 건담》에 이른다.
반다이 남코 홀딩스는 2019년 10월 9일에 소츠를 주식공개매수로 완전자회사화할 것을 발표했다. 같은 해 11월 26일에 반다이 남코 홀딩스에 의한 주식공개매수가 성립해, 같은 해 12월 2일자로 반다이 남코 홀딩스의 연결 자회사가 되었다. 2020년 3월 1일자로, 주식 병합에 의해 반다이 남코 홀딩스의 완전 자회사가 되었다.
2021년 4월 1일에 소츠 엔터테인먼트를 흡수합병했다.

## 건담 저작권의 귀속
《기동전사 건담》은 저작권의 귀속을 둘러싸고 선라이즈, 나고야 TV 등 각사와 불화가 있어, 주간지에 보도된 적도 있다.
이 분쟁의 이유는 닛케이 BP 사간 '어른의 건담'에 있는 1000억엔에 이르는 시장 규모의 지적 재산권 중 상품화권 창구를 소츠가 독점적으로 취급하고 있는 것과, 소츠의 시작 위치인 '프로듀스'가 저작권 창구를 과점할 수 있을 정도로 제작에 공헌이었는지 등을 둘러싸고 있기 때문이다(덧붙여 《V 건담》 이후의 대부분의 시리즈 작품에는 제작 협력(※ 덴츠 및 ADK 그룹(ADK)과의 공동)으로서 참가하고 있다).
게임 《슈퍼 로봇 대전 시리즈》(이하 시리즈)에 있어서, 소츠가 관련되어 있는 작품에 관해서는, 전투 애니메이션으로 리얼 사이즈의 컷인 연출이 되지 않고, 항상 SD 사이즈로의 연출이 되고 있다. 이것에 관해서, 로봇 일체마다 상표권에서라는 소문도 있지만, 시리즈 프로듀서의 테라다 타카노부에 의하면 "리얼 등신이라면 1작품마다의 판권이 되지만, SD사이즈라면 'SD건담'으로서 정리해 판권을 사용할 수 있다는 것과 판권료가 리얼 등신보다 SD 쪽이 저렴하기 때문"이라고 인터뷰에서 말하고 있다.